# Grécia nos Jogos Olímpicos de Verão de 1952
A Grécia participou dos  Jogos Olímpicos de Verão de 1952 em Helsinque, na Finlândia. Nesta edição o país não teve medalhistas.